# TC Pick Up
TC Pick Up (código ACTC: TCPK) es un campeonato argentino de automovilismo. Fue creada por iniciativa del entonces presidente de la Asociación Corredores de Turismo Carretera, Hugo Mazzacane, quien en octubre de 2017 manifestó la intención de crear una nueva categoría de automovilismo, pero especializada en camionetas Pick Up. Al mismo tiempo, el objetivo fue brindar a los habituales pilotos del Turismo Carretera un nuevo espacio donde desenvolver su carrera deportiva, compartiendo calendario con las divisiones inferiores de la ACTC (TC Mouras y TC Pista Mouras), a la vez de ofrecer al público una categoría compuesta por los modelos más representativos del mercado automotor argentino.
La presentación oficial de esta categoría fue el 10 de diciembre de 2017, con una exhibición realizada por uno de los prototipos en el Autódromo Roberto Mouras de la Ciudad de La Plata, mientras que la competencia inaugural tuvo lugar el 23 de septiembre de 2018 en el mencionado circuito, previo anuncio de la Comisión Directiva de ACTC. A Guillermo Ortelli, le cupo el honor de ser el primer ganador de la historia compitiendo al comando de una unidad Nissan Frontier, mientras que Gastón Mazzacane fue su primer campeón al comando de una Volkswagen Amarok.
Si bien el objetivo de ACTC fue también el de crear la divisional en el marco del histórico duelo entre las marcas Ford y Chevrolet, esta última anunció su negativa a participar en esta competencia, debido a compromisos contractuales asumidos con otras categorías. Por tal motivo, la primera carrera de la TC Pick Up contó con la participación además de Ford, de las marcas Nissan, Toyota y Volkswagen. Finalmente y en una apuesta personal, el piloto Christian Dose anunció para la temporada 2019 su ingreso a la categoría al comando de una unidad Chevrolet S-10, la cual sin embargo debió prescindir de su denominación original a causa del conflicto legal propuesto por General Motors, por el uso de la marca y denominación del modelo. Por esta razón, Dose terminó por presentar su camioneta denominándola simplemente como "La Chiva 50", en honor al apodo con el que se conoce a la marca Chevrolet en Argentina y al dorsal utilizado por el piloto. Finalmente, este litigio tuvo su fin en octubre de 2019, al oficializarse la autorización de General Motors de utilizarse tanto la marca como el nombre del modelo S-10.
Otra marca que se sumó a la categoría en el año 2019 fue la italiana Fiat, la cual lo hizo llevando como modelo representativo a la SUP Fiat Toro y representándose de forma oficial bajo la estructura del Donto Racing.
Finalmente y como complemento de las actividades de TC Pick Up, en 2023 fue presentada como división inferior de esta categoría, la TC Pista Pick Up, división que fue destinada para el desarrollo y formación de jóvenes pilotos, o bien, para competidores que deseen competir en una división más accesible.

## Marcas y modelos homologados
Los modelos homologados para esta categoría son camionetas PickUp de segmento mediano equipadas con estructuras tubulares desarrolladas por la Asociación Corredores de Turismo Carretera, en colaboración con Talleres Jakos. Mecánicamente, están provistas del mismo conjunto impulsor que equipa a las unidades de Turismo Carretera, consistente en un motor de 6 cilindros en lÍnea, 24 válvulas y doble árbol de levas a la cabeza, desarrollado por la firma TopLine. El proveedor oficial de neumáticos para esta categoría es la firma italiana Pirelli.
Cada prototipo representa a los siguientes modelos de producción:

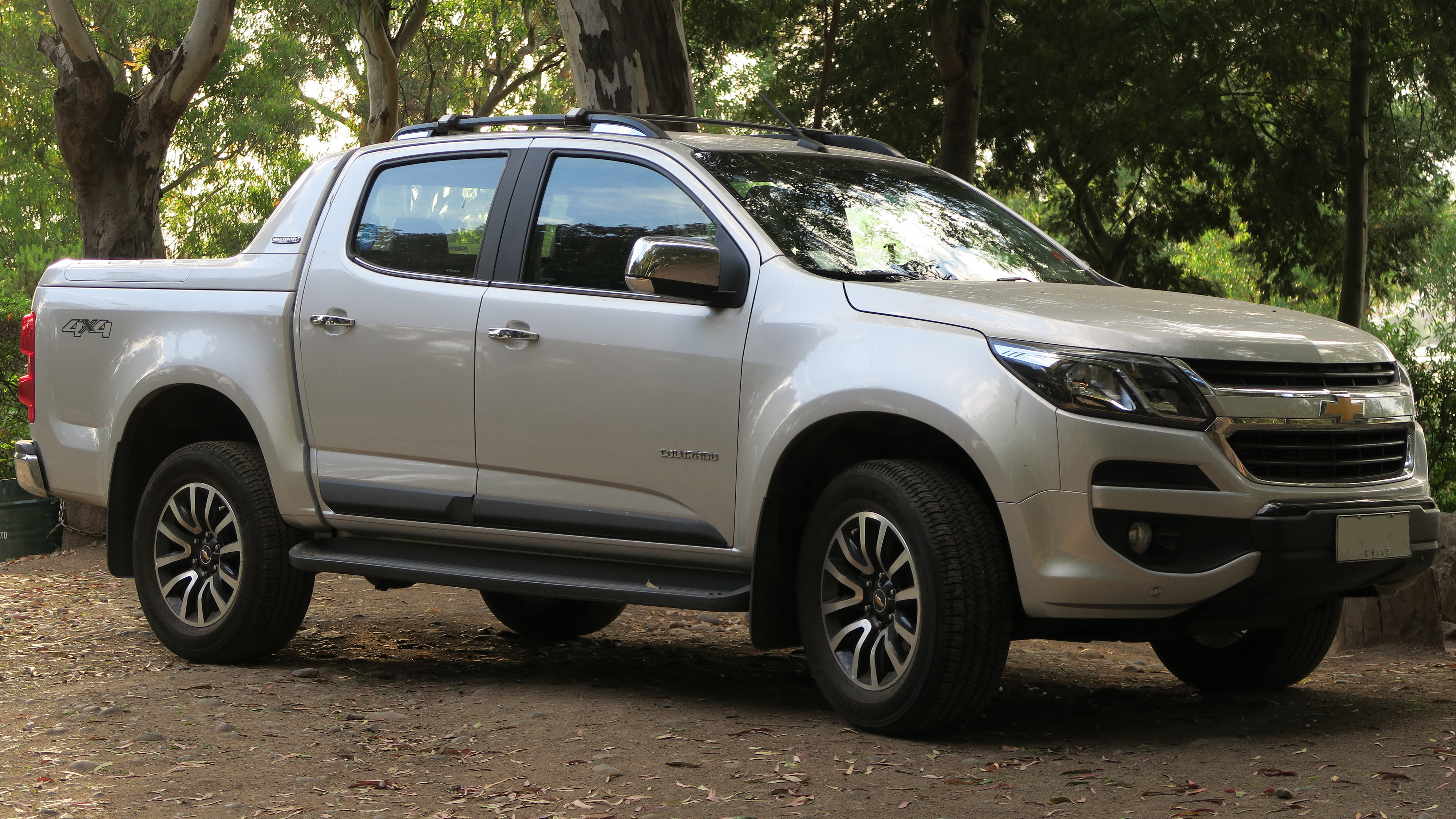
Chevrolet S-10
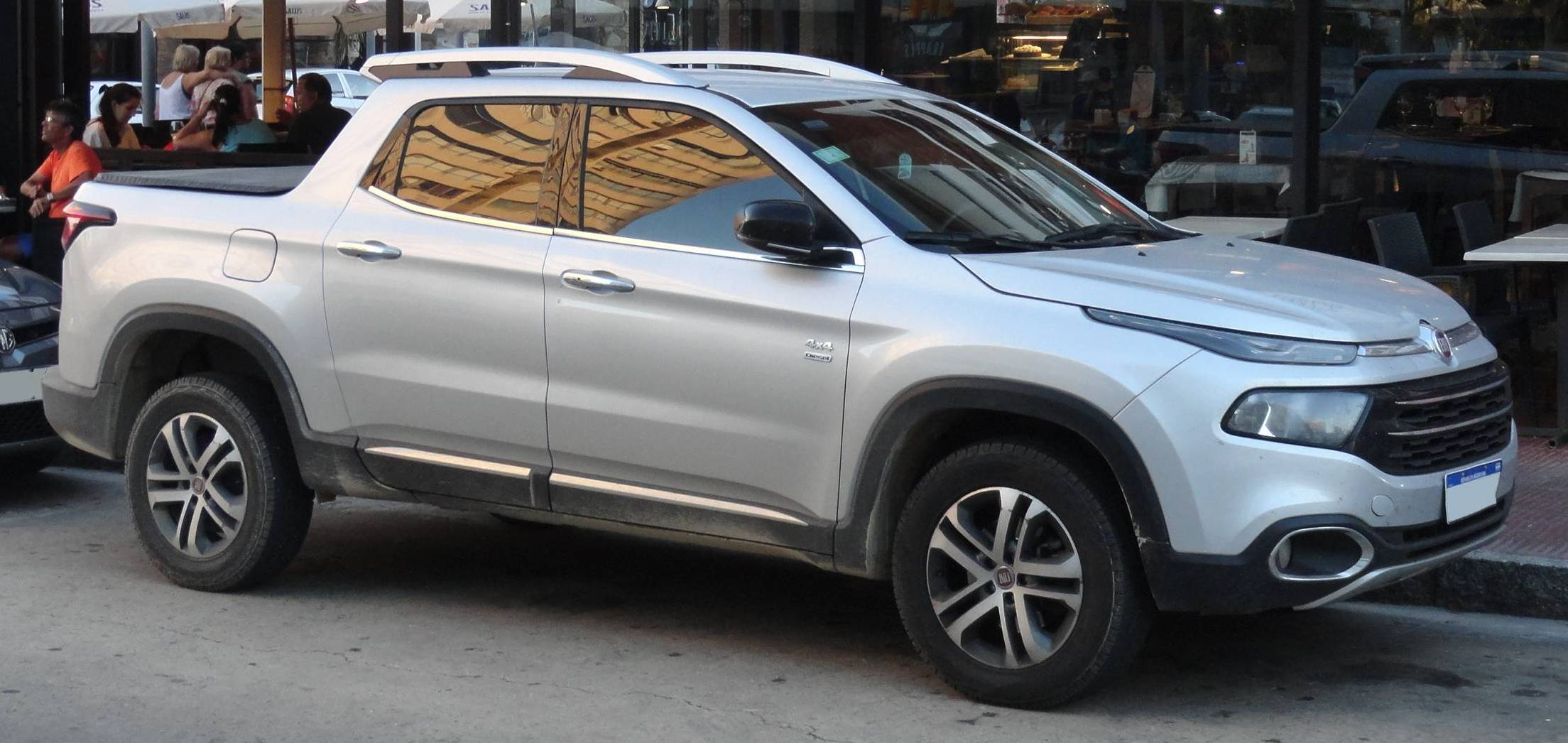
Fiat Toro
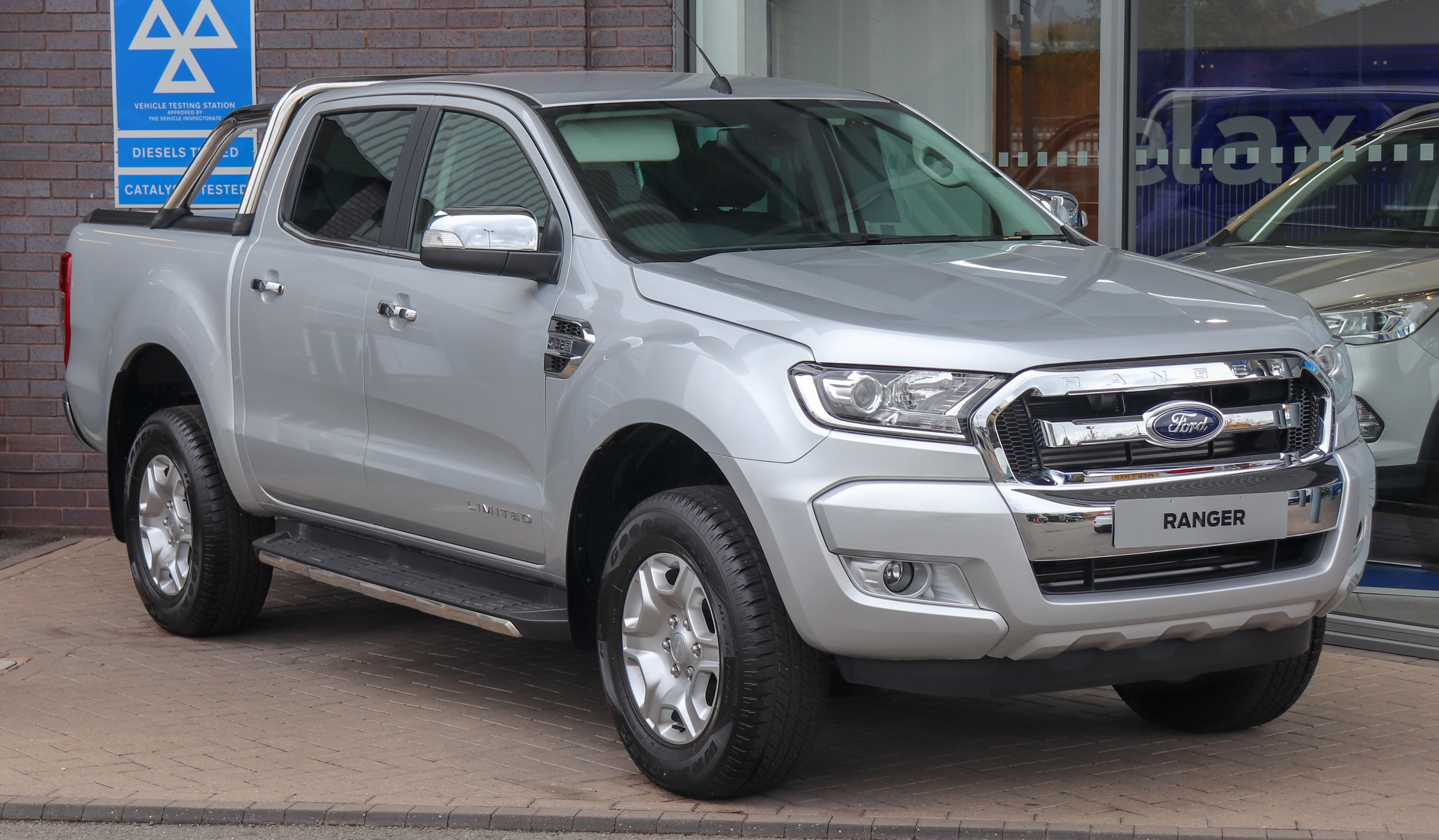
Ford Ranger
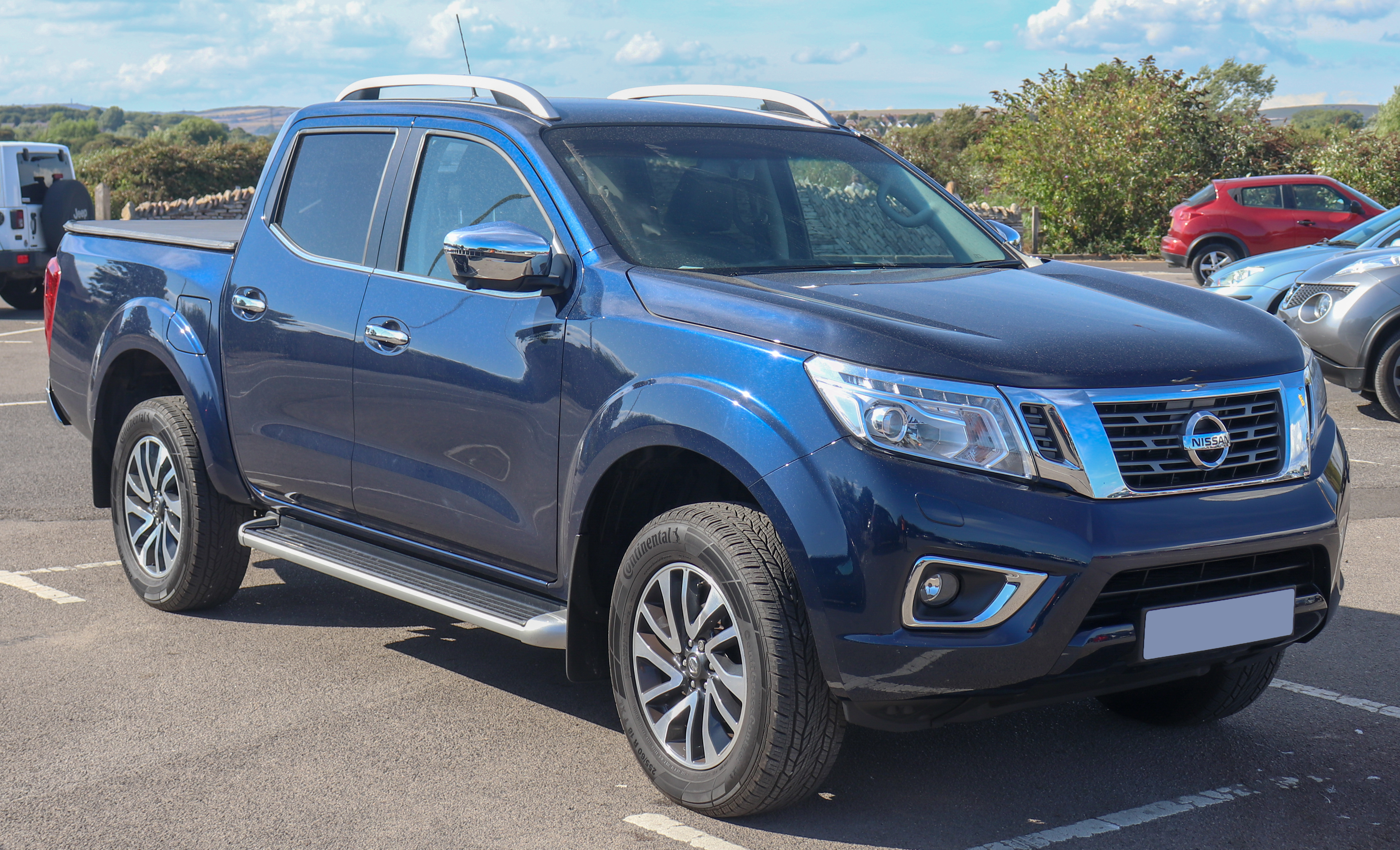
Nissan Frontier

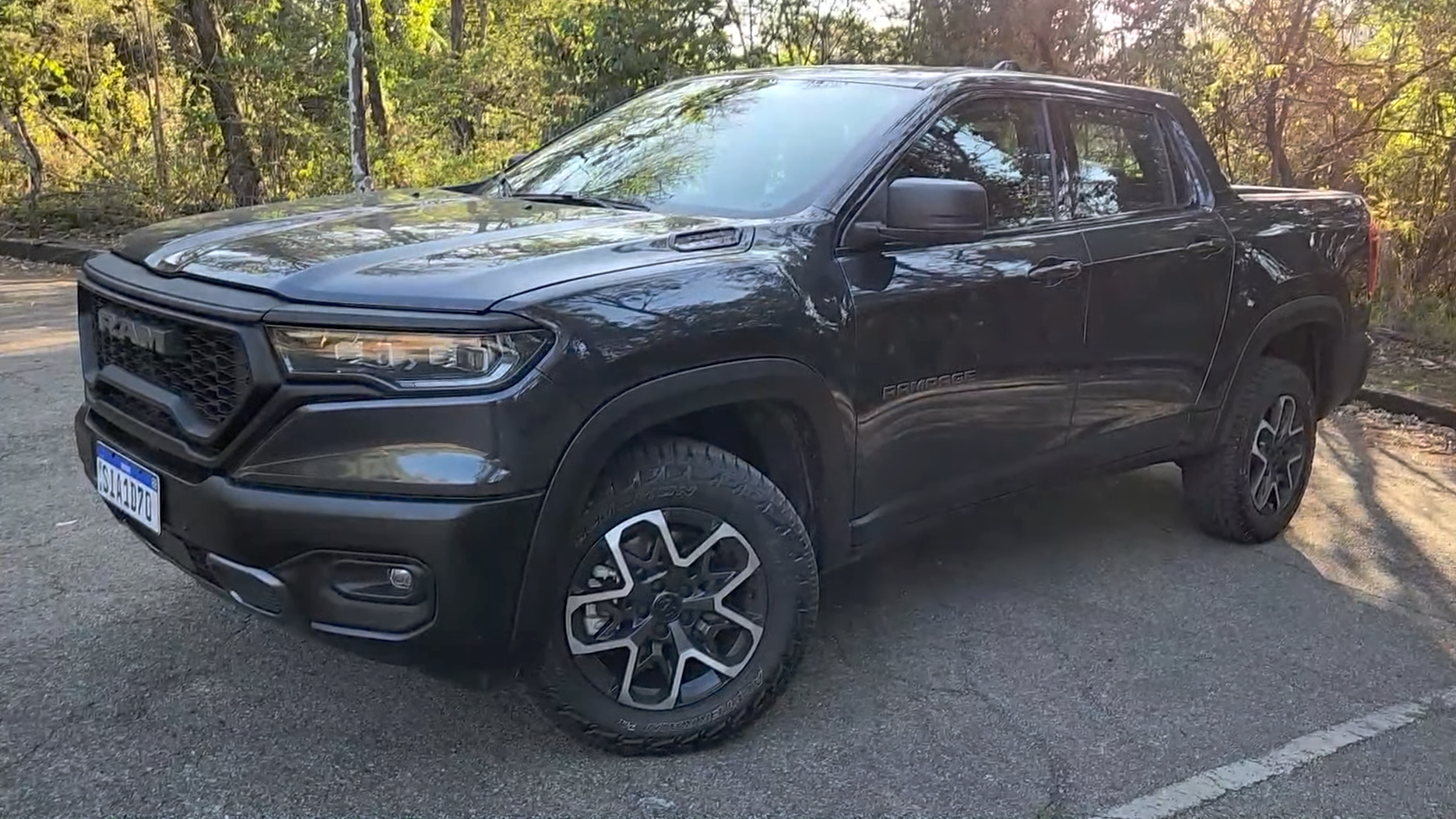
RAM Rampage
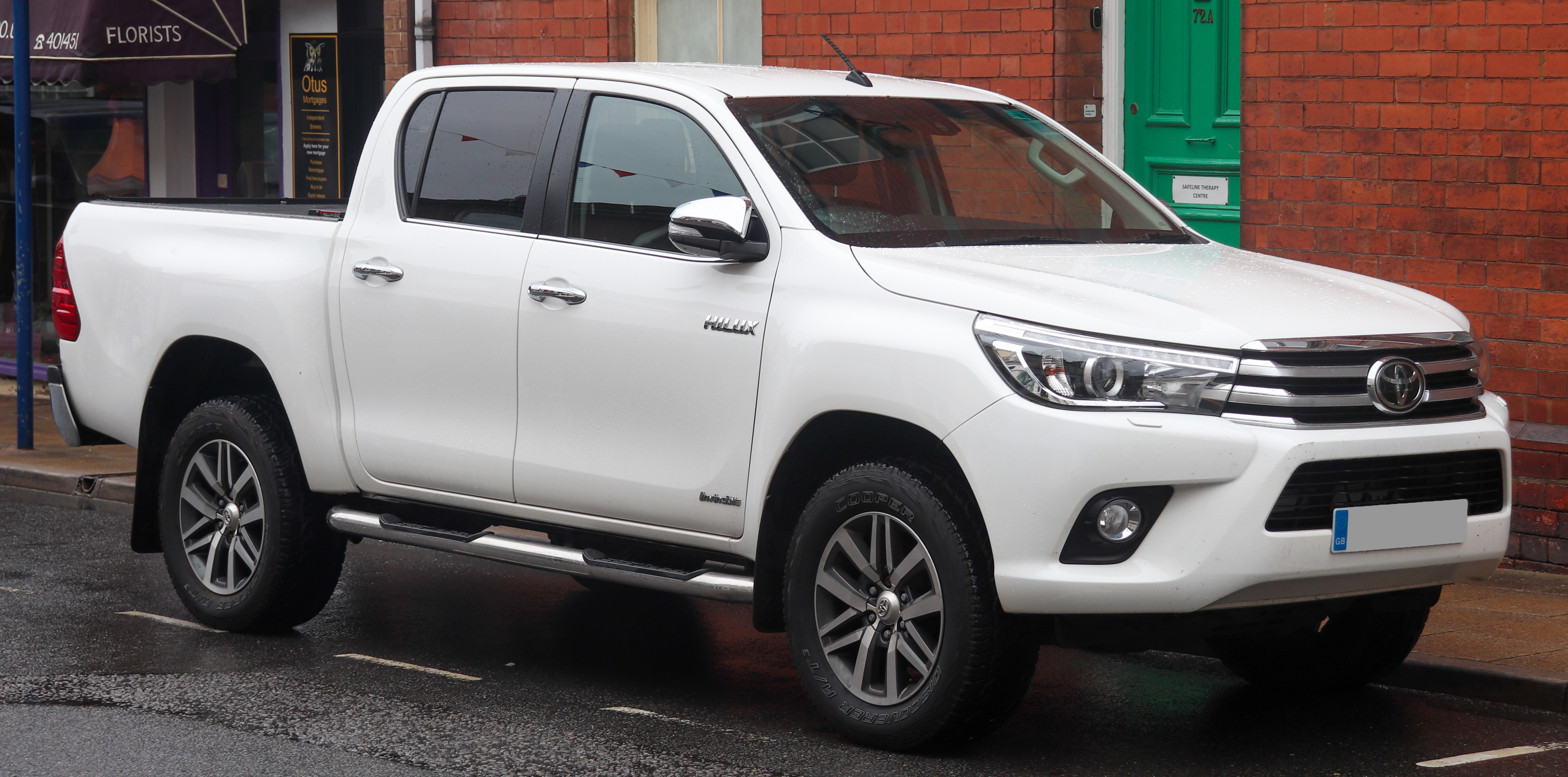
Toyota Hilux
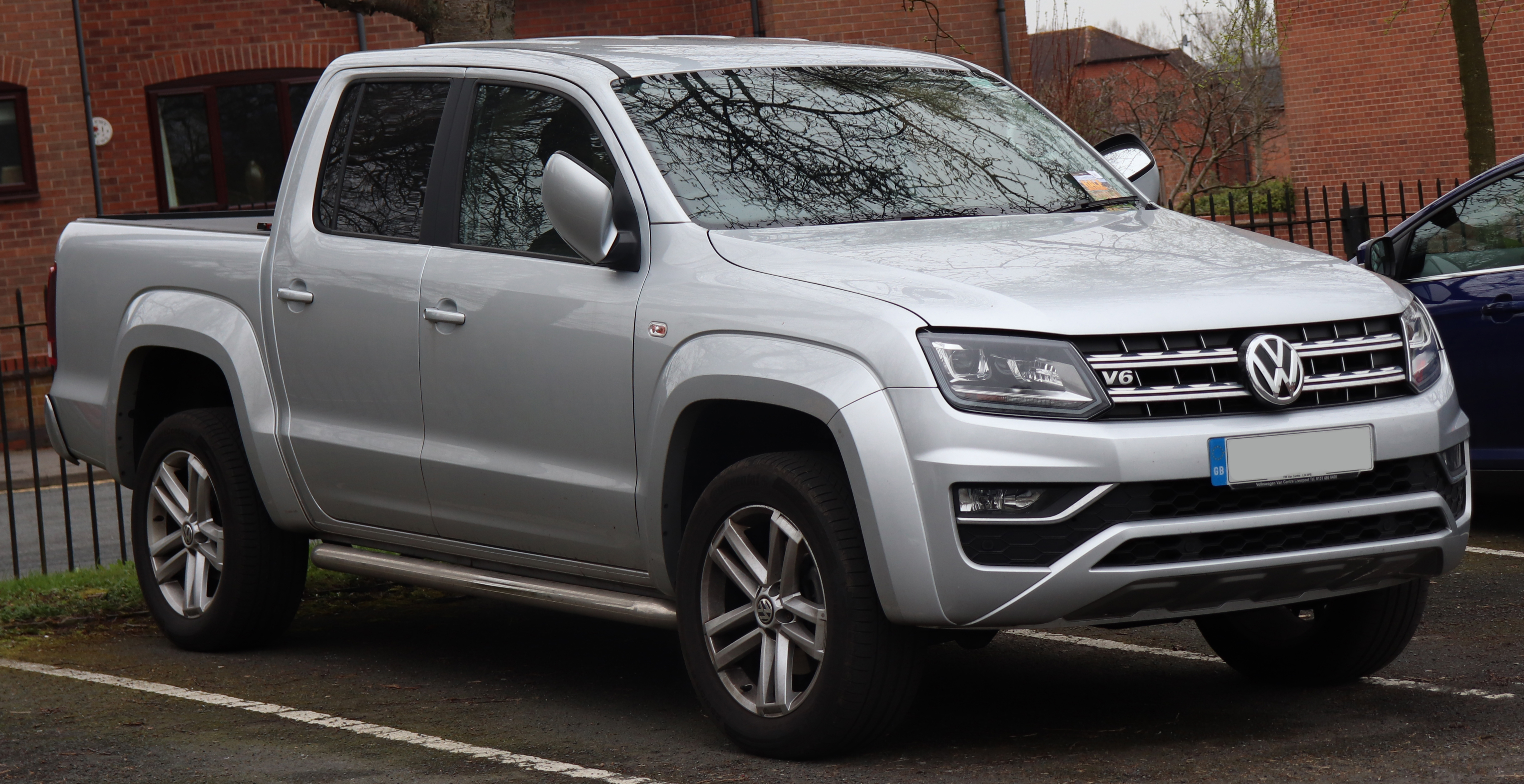
Volkswagen Amarok

## Campeones
| Año  | Piloto             | Camioneta         | Equipo                        |
| ---- | ------------------ | ----------------- | ----------------------------- |
| 2018 | Gastón Mazzacane   | Volkswagen Amarok | Coiro Dole Racing             |
| 2019 | Juan Pablo Gianini | Ford Ranger       | JPG Racing                    |
| 2020 | Juan Pablo Gianini | Ford Ranger       | JPG Racing                    |
| 2021 | Juan Pablo Gianini | Ford Ranger       | JPG Racing                    |
| 2022 | Omar Martínez      | Ford Ranger       | Martínez Competición          |
| 2023 | Mariano Werner     | Toyota Hilux      | Toyota Gazoo Racing Argentina |
| 2024 | Juan Pablo Gianini | Ford Ranger       | Omnicraft Racing              |